# Hulu (Heft)
Hulu (indones.) „Heft (eines Messers)“, bezeichnet Griffe an indonesischen Schwertern, Messern und Dolchen. Es gibt verschiedene Griffformen, die traditionell in der Region verwendet wurden. Deren Benamungen sind je nach Formgebung und Region in Indonesien unterschiedlich. Die Namensgebung basiert auf dem Begriff, der dem Heft von den unterschiedlichen Ethnien gegeben wurde. Dadurch ist die Bezeichnung für manche Heftarten mehrfach und in unterschiedlicher Benamung angegeben. Ist die regionale und ethnische Herkunft bekannt, ist sie in den einzelnen Beschreibungen erwähnt. Schreibweisen, in denen „oe“, „ue“ und „ee“ vorkommen, zum Beispiel Oeloe statt Hulu, finden sich noch in der älteren Literatur. Sie stammen aus der niederländischen Kolonialzeit und werden in der heutigen indonesischen Schrift nicht mehr verwendet.
Die unterschiedlichen Versionen werden folgendermaßen benannt:
1. Hulu Baba Buya, auch Hulu Serampang (Gayo), Oelee Babah Boeja, Oeloe Serampang, Soekoel Ngango und Sukul Ngango (Alas). Ein Heft das in der Form eines Krokodilmaules, einer Harpune, oder "Maul weit offen" (indon. Bezeichnung) geformt ist. Diese Heft wird im Allgemeinen am Parang-Amanremu aus der Region Gayo benutzt. Er ist leicht gebogen und der Knauf endet in zwei parallel liegenden Vorsprüngen.
2. Hulu Boh Glima, auch Hulu Glimo, Oelee Boh Glima, Oeloe Glimo. Ein Heft in der Form eines Granatapfel (indon. Glima Makah). Diese Form wird of an dem Sewar benutzt. Der Heft hat eine länglich, eiförmige Gestaltung, mit langen Einkerbungen am Knauf. Er ist leicht abgebogen zur Klinge an der Angel befestigt.
3. Hulu Cangge Gliwang, auch Hulu Colo, Oelee Tiangge Gliwang und Oeloe Tjolo. Das Heft ist leicht gebogen geformt und hat am Knauf einen scharfen, stachelförmigen Vorsprung auf der Seite des Klingenrückens. Man findet diese Heftform am Rudus.
4. Hulu Dandan, auch Hulu Dendon, Oelee Dandan und Oeloe Dendon. Das Heft ist leicht gebogen und in der Mitte abknickend gearbeitet. Am Parier ist es dünn, wird zur Mitte hin dicker und läuft am Knauf schmaler werdend aus. Oft ist der Knauf auch knopfförmig. Er ist aus dem Elfenbein des Duyung (indones. für Dugong) geschnitzt.
5. Hulu Iku Ite, auch Hulu Uki N Iti, Oelee Ikoe Ite oder Oeloe Oeki N Iti. Ein Heft das "wie ein Entenschwanz" (indon. Bezeichnung) geformt ist. Es ist aus Holz oder Horn und zum Knauf abbiegend gearbeitet. Man findet diese Heftversion oft am Klewang.
6. Hulu Iku Mie, auch Hulu Simpul, Oelee Ikoe Mie, Oeloe Simpoel, Soekoel Simpoel, oder Sukul Simpul. Ein Heft geformt "wie ein gerollter Katzenschwanz" (indon. Bezeichnung). Das Heft ist gerade und zum Knauf zur Schneide hin abgebogen. Er ist rund oder eiförmig, glatt oder prunkvoll geschnitzt. Er wird oft am Luju Alas benutzt.
7. Hulu Jongo, auch Oelee Djongo. Ein Heft geformt "wie der Hals eines Jongo (Storch) (indon. Bezeichnung). An der Klinge ist der Heft schmal, wird zur Mitte hin etwas dicker und biegt zum Klingenrücken stark ab. Am Knauf ist er dünn und rund gearbeitet, mit einem stielförmigen Ende. Man findet diese Heftform oft am Lopah Petawaran.
8. Hulu Lapan Sagu, auch Hulu Lapan Sagi, Oelee Lapan Sagoe, Oeloe Lapan Sagi, Soekol Lapan Sagi, Sukul Lapan Sagi. Das Heft ist oktogonal geformt und meist im Klingenbereich reich verziert. Des Heft ist an der Klinge schmal und wird zum Knauf hin breiter. Am Knaufende ist es mit zwei hornförmigen Verzierungen gearbeitet, die mit dem Knauf den Eindruck eines geöffneten Maules bieten. Diesen Hefttyp sieht man in der Regel am Sikin Lapan Sagu.
9. Hulu Lungkee Rusa auch Hulu Tandu N Akang, Oelee Loengkee Roesa, Oelee Tandoe N Akang. Diesen Hefttyp sieht man oft am Luju Alang. Er ist ähnlich "wie die Äste eines Hirschgeweihes" (indon. Bezeichnung) gearbeitet. Er ist an der Klinge mit einem Metallring versehen und zum Knauf hin leicht gebogen. Der Knauf endet in zwei kurzen, hornarigen Fortsätzen.
10. Hulu Meu Apet auch Hulu Muapit, Oelee Meu Apet, Oeloe Moeapit, Soekol Mekepit, Sukul Mekepit. Der Knauf besteht aus Eisen. Er hat ein kurzes Parier an das sich ein breiter Korb anschließt. Das Ende des Korbes ist mit dem schüsselförmigen Knauf verbunden, aus dem ein metallener, runder, stiftartiger Vorsprung herausragt. Das Innere des Korbes ist oft mit rotem Samt ausgeschlagen. Es gibt einfache Versionen, aber auch Versionen die versilbert oder vergoldet und/oder graviert sind. Diese Version sieht man oft am Pedang.
11. Hulu Meucangge, auch Oelee Meutjanggee. Dieses Heft besteht in der Regel aus Horn. An der Klinge ist es schmal und oft mit einer Zwinge versehen. Zur Heftmitte hin ist es leicht gebogen und verdickt. Zum Knauf hin biegt es fast in rechtem Winkel ab und ist dort stiftförmig und dünn. Diese Heftform sieht man oft am Rencong.
12. Hulu Paroh Blesekan auch Oelee Paroh Blesekan. Ein Heft, der dem Schnabel des "Blesekans" (eine Art der Schnepfen) nachempfunden ist. Man findet diese Heftform nur an dem Luju Celico. Das Heft ist an der Klinge schmal, zur Mitte hin verdickt und wird zum Knauf hin dünner. Der Knauf ist am Ende abgebogen und erscheint wie der Kopf eines Vogels, daher der Name.
13. Hulu Peusangan, auch Oelee Peusangan. Ein Heft das am Sikin-Pasangan verwendet wird. Das Heft ist an der Klinge schmal und wird zum Knauf hin dicker. Der Knauf ist dünner ausgearbeitet und endet gabelförmig mit verbreiterten und abgeflachten Enden. Diese Enden sind so breit, dass sie sich in der Mitte fast berühren. Diese Form ist charakteristisch für den Bereich Nord-Aceh.
14. Hulu Puntung, auch Hulu Gerepung, Hulu Geureupong, Oelee Geureupiong, Oeloe Gerepong, Oelee Poentong, Oeloe Poentong, Soekel Gerpong, Sukul Gerpong. Dieser Heft besitzt ein am Knauf abgeschnittenes Ende, das entweder Glatt oder auch mit blattartigen Verzierungen geschnitzt ist. Man findet diesen Typ oft am Rencong.
15. Hulu Rumpung, auch Oelee Roempoeng. Ein Heft in der Form am Knauf wie ein Spitzschwinkliges " V ". Das Heft ist an der Klinge dünn und wird zur Mitte hin dicker. Zum Knauf hin ist es zur Schneidenseite hin umgebogen. An manchen Versionen ist eine breite Heftzwinge angearbeitet. Man findet es oft am Sikkin Panjang und am Luju Alang.
16. Hulu Tapa Guda, auch Hulu Tapa Gudo, Oelee Tapa Goeda, Oeloe Tapa Koedo, Soekol Tapa Koedo, Sukul Tapa Kuedo. Dieses Heft ist am Knauf ähnlich einem Pferdehuf gestaltet. Diese Version ist meist nur einfach gestaltet und leicht zur Schneidenseite hin abgebogen. Man findet es meist am Rudus, und dem Co Jang.
17. Hulu Tumpang Beunteueng, auch Oelee Toempang Beunteueng. Ein Heft mit einem tiefen v-förmigen Einschnitt am Knaufende. Das Heft wird von der Klinge zum Knauf dicker und ist leicht zur Schneide hin abgebogen. Man findet dieses Heft am Sikkin Panjang und am Lading Terus[1].

## Bildergalerie

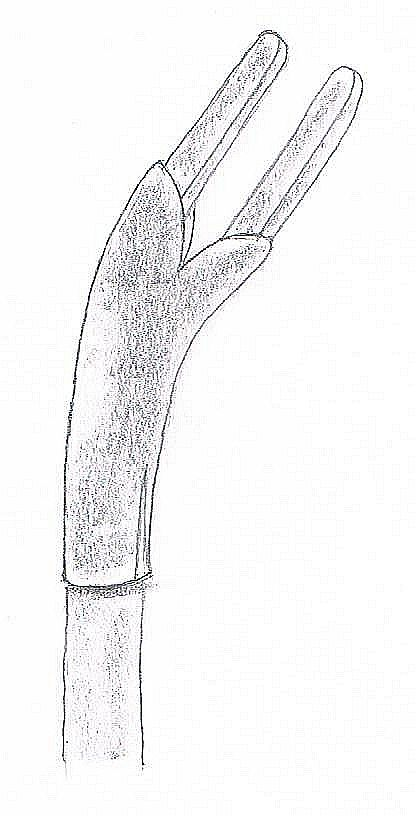
1. Hulu Babah Buya
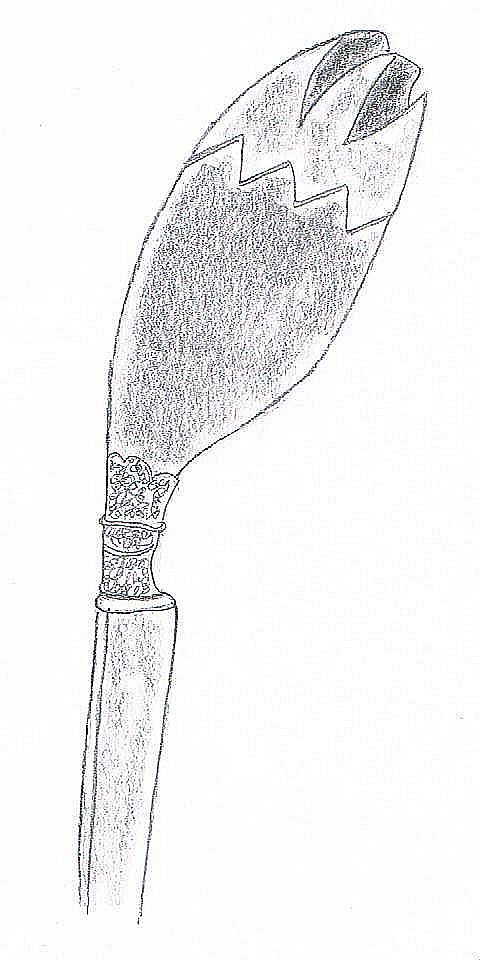
2. Hulu Boh Glima
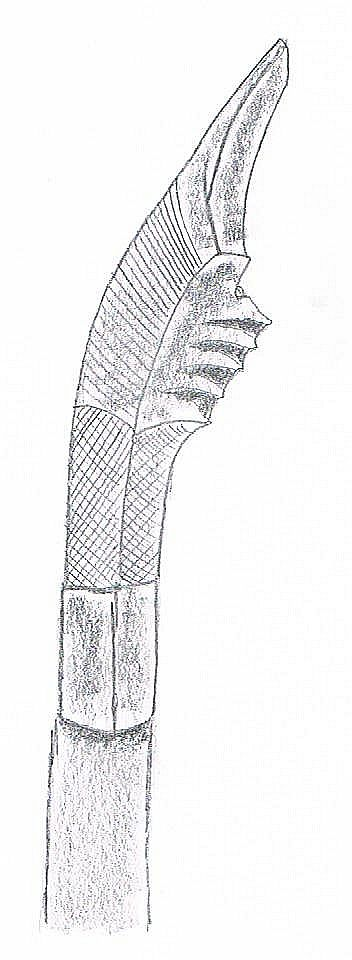
3. Hulu Cangge Gliwang
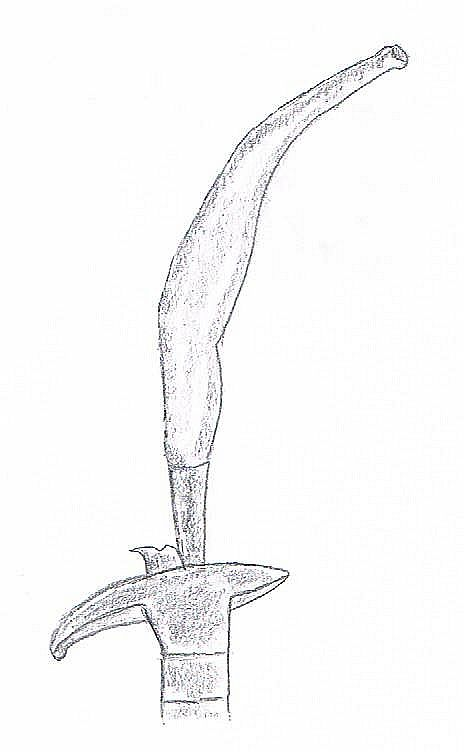
4. Hulu Dandan
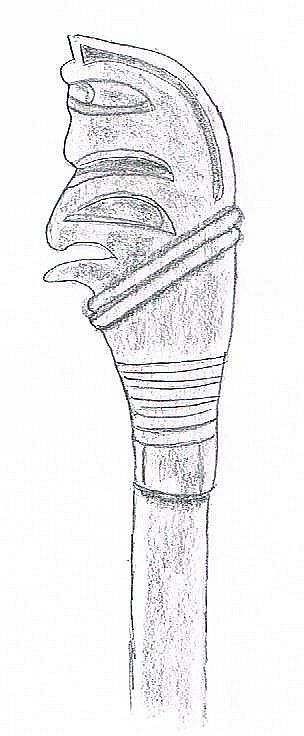
5. Hulu Iku Ite
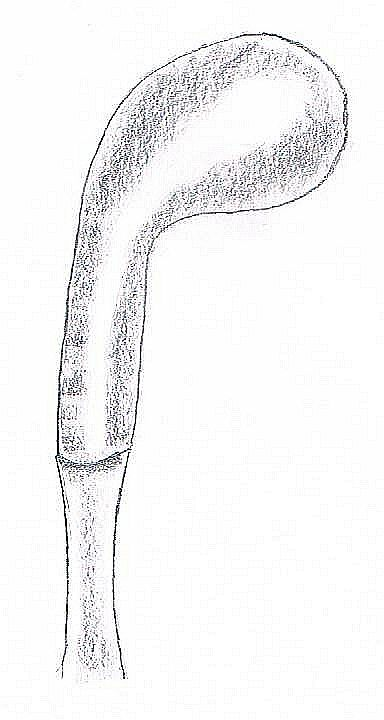
6. Hulu Iku Mie
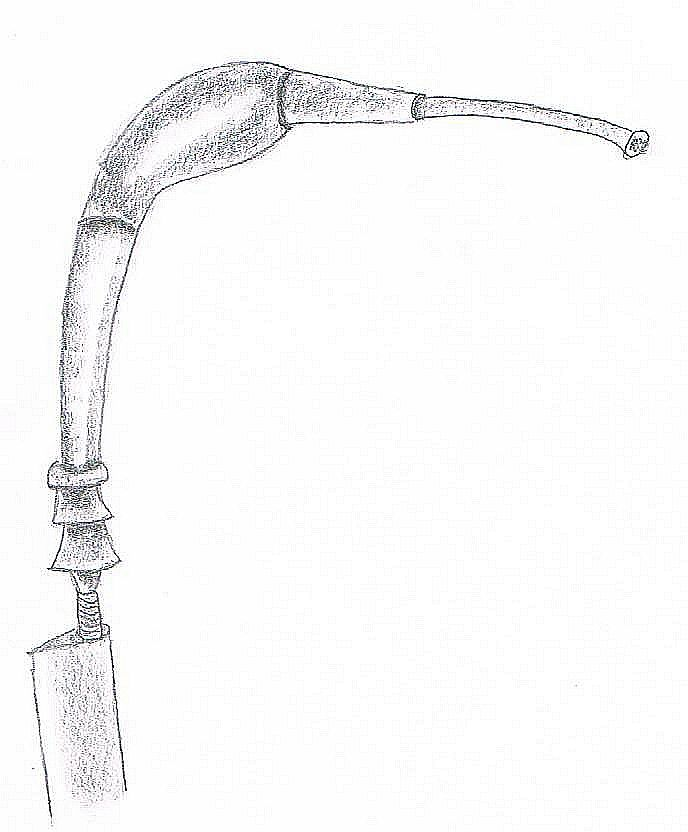
7. Hulu Jongo
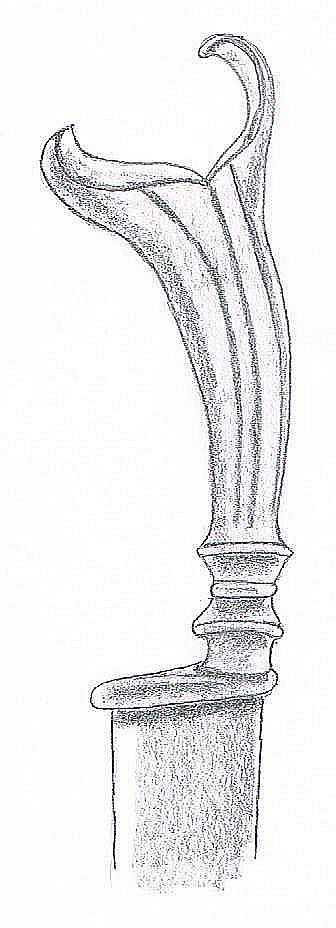
8. Hulu Lapan Sagu
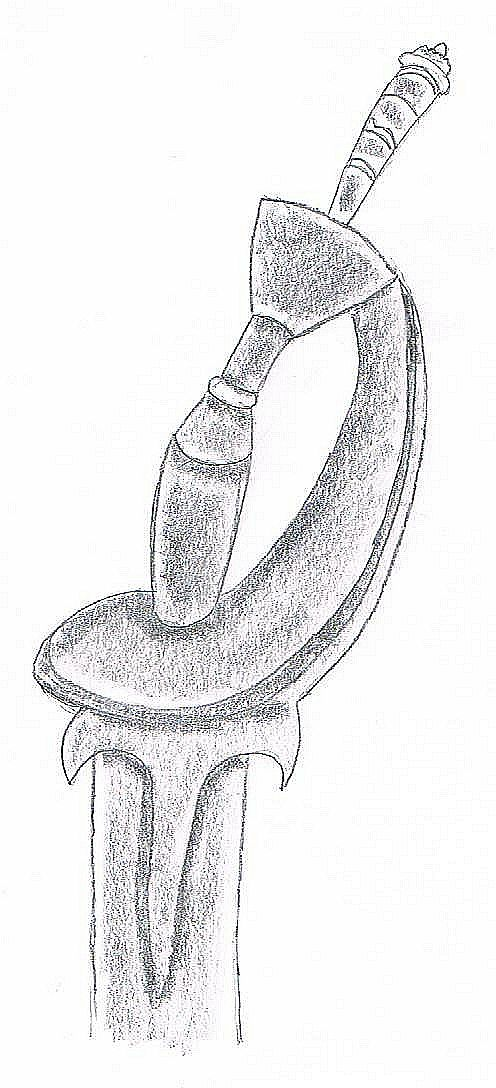
10. Hulu Meu Apet
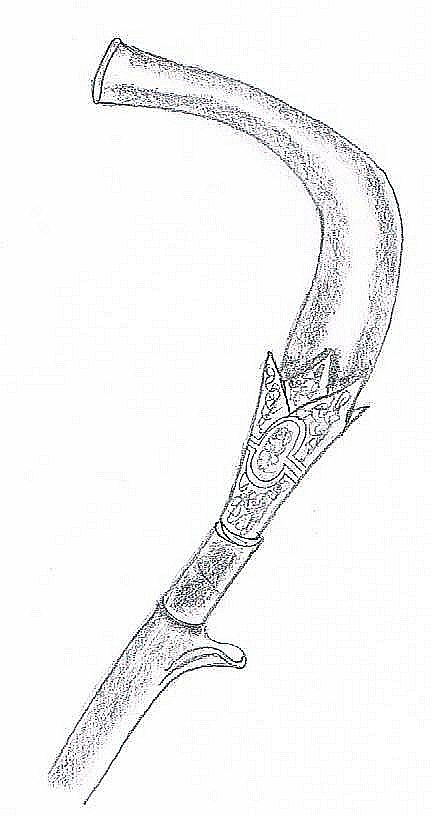
11. Hulu Meucangge
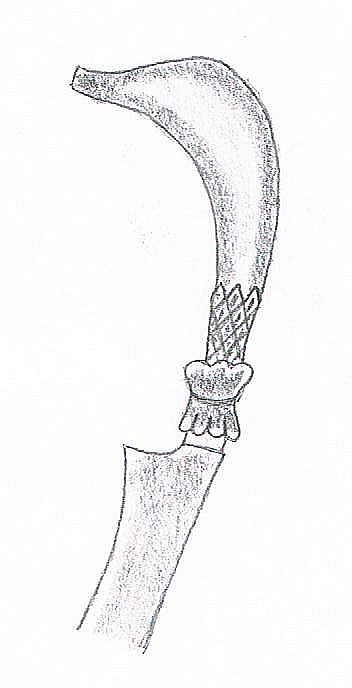
12. Hulu Paroh Blesekan
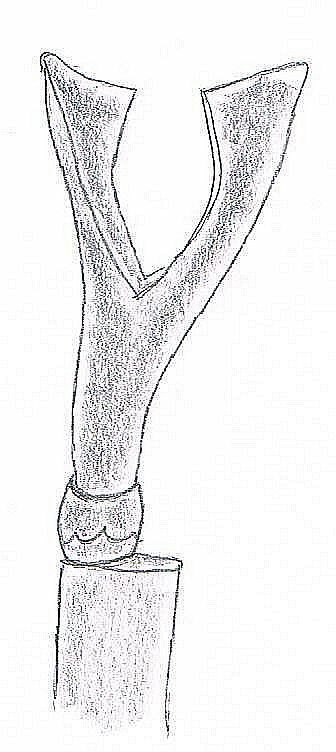
13. Hulu Peusangan
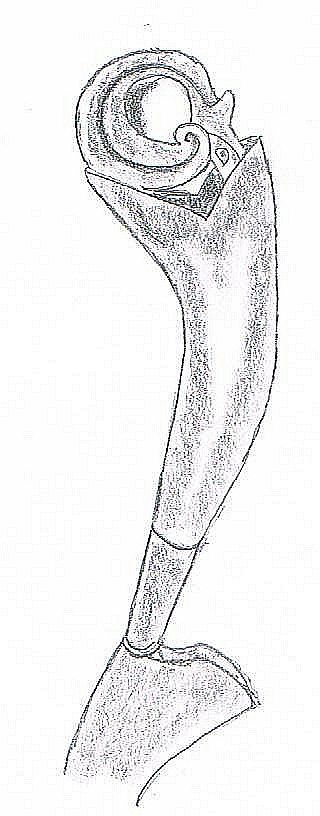
14. Hulu Puntung
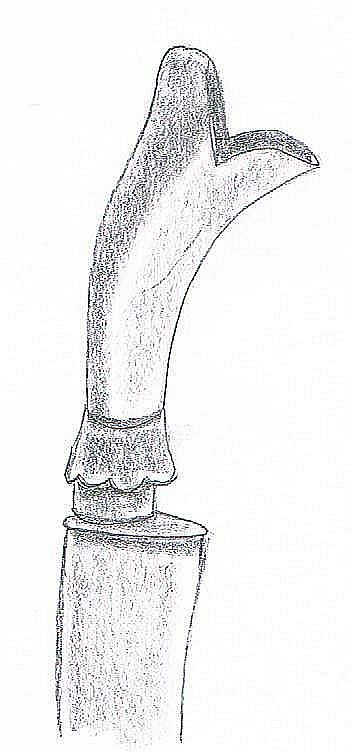
15. Hulu Rumpung
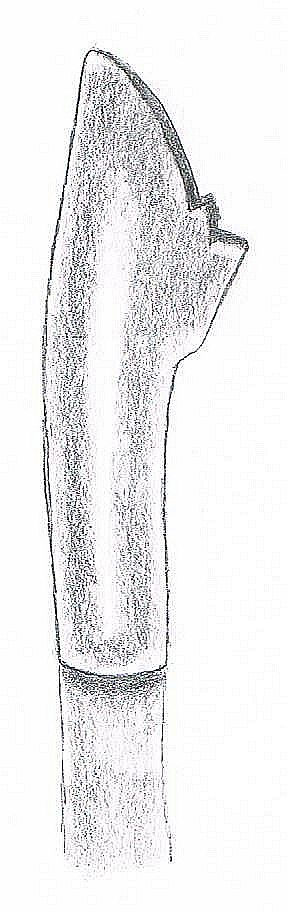
16. Hulu Tapa Guda
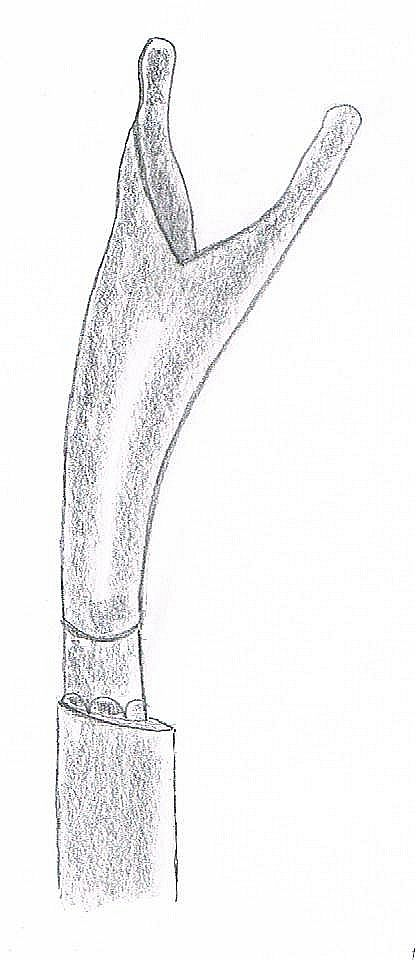
17. Hulu Tumpang Beunteueng